# Académie marquisienne
L’Académie marquisienne est une institution culturelle, créée par la délibération n° 2000-19 APF du 27 janvier 2000 portant création de l'Académie marquisienne par l'Assemblée de la Polynésie française. 
C'est une institution culturelle dénommée « Académie marquisienne - Tuhuna Èo Ènata ».

## Mission
La mission dévolue à l’Académie marquisienne, est de sauvegarder et d’enrichir le marquisien, notamment :
- de codifier le vocabulaire, la grammaire et l’orthographe ;
- d’en étudier les origines, l’évolution et la parenté avec d’autres langues du Pacifique ;
- de favoriser la publication d’ouvrages rédigés en langue marquisienne conformément au parler de chaque île ;
- d’encourager et de soutenir l’enseignement de la langue marquisienne ;
- de veiller à l’utilisation correcte de la langue marquisienne dans toutes les formes d’expression parlées ou écrites ;
- de rechercher et de sauvegarder le patrimoine linguistique (toponymique, botanique…) ;
- et d’assurer le lien permanent avec les autres pays du monde polynésien (membres du Forum des langues polynésiennes) par tous moyens de communication.

Elle pourra participer à toutes actions de promotion de la langue marquisienne.

## Actions
Les actions de l'Académie marquisienne portent sur différents types de travaux :
- traductions ;
- formation et communication ;
- scientifiques ;
- pédagogiques.